# Nedelčo Beronov
Nedelčo Beronov (in cirillico Неделчо Беронов; trasl. angl.: Nedelcho Beronov; Nova Zagora, 22 luglio 1928 – Sofia, 4 luglio 2015) è stato un politico e giurista bulgaro.

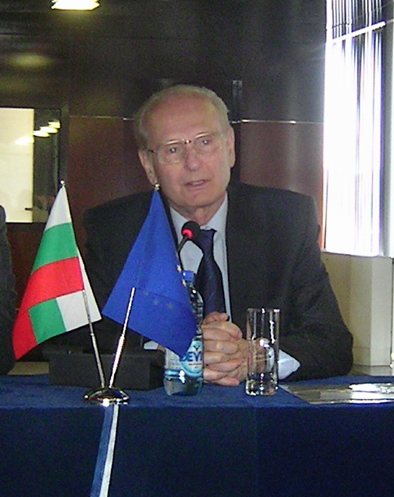
Nedelcho Beronov

Dal 2003 al 2006 è stato Presidente della Corte Costituzionale.
Esponente dell'Unione delle Forze Democratiche, si è candidato alle elezioni presidenziali del 2006, piazzandosi al terzo posto dietro Georgi Părvanov, sostenuto dal Partito Socialista Bulgaro, e Volen Siderov, leader dell'Unione Nazionale Attacco.